# 岩見佳音
岩見 佳音（いわみ かのん、1996年2月14日 - ）は、京都府京都市出身のハンドボール選手。日本ハンドボールリーグの三重バイオレットアイリス所属。

## 経歴
京都府立洛北高等学校時代は2013年の全国高等学校総合体育大会ハンドボール競技大会（インターハイ）で優秀選手に選ばれた。
2014年に日本ハンドボールリーグの三重バイオレットアイリスへ加入。同年7月に第5回女子ユース世界選手権の日本代表U-18に選出された。
2015年は第13回女子ジュニアアジア選手権の日本代表U-20に選出。6月には第3回U-22東アジア選手権の日本代表に選ばれた。
2017年 5月に行われた、高松宮記念杯第7回全日本社会人選手権大会で左膝前十字靭帯断裂。6月に手術を行った。
2019年 12月自チームでの練習中に右膝前十字靭帯断裂。同月に手術を行った。

## 詳細情報

### 年度別成績
| 年       | チーム   | 試合 | FS 阻止 | 率   | 7m 阻止 | 率   |
| -------- | -------- | ---- | ------- | ---- | ------- | ---- |
| 2014-15  | MVI      | 18   | 31/75   | .413 | 4/18    | .222 |
| 2015-16  | MVI      | 12   | 2/3     | .667 | 2/7     | .286 |
| 2016-17  | MVI      | 18   | 10/37   | .270 | 5/21    | .238 |
| 2017-18  | MVI      | 23   | 2/7     | .286 | 5/17    | .294 |
| 2018-19  | MVI      | 24   | 94/248  | .379 | 8/49    | .163 |
| JHL：5年 | JHL：5年 | 95   | 139/370 | .376 | 24/112  | .214 |

- 各年度の太字はリーグ最高

### JHLプレーオフ
| 年      | チーム | 試合                                                       | FS 阻止 | 率   | 7m 阻止 | 率   |
| ------- | ------ | ---------------------------------------------------------- | ------- | ---- | ------- | ---- |
| 2016-17 | MVI    | 北國銀行戦 (準決勝)                                        | 0/0     | -    | 0/1     | .000 |
| 2017-18 | MVI    | ソニーセミコンダクタマニュファクチャリング戦 (1stステージ) | 0/0     | -    | 0/1     | .000 |
| 2018-19 | MVI    | オムロン戦 (1stステージ)                                   | 9/17    | .529 | 0/1     | .000 |

### 背番号
- 12 (2014年 - )

## 代表歴

### 日本代表U-22
- U-22東アジア選手権 (2015年)

### 日本代表U-20
- ジュニアアジア選手権 (2015年)

### 日本代表U-18
- ユース世界選手権 (2014年)